# تبلیغ‌نویسی
تبلیغ‌نویسی اقدام به نوشتن با هدف تبلیغات یا دیگر اشکال بازاریابی است.
کپی‌رایتینگ را اغلب در فارسی به تبلیغ‌نویسی ترجمه می‌کنند و عبارت است از نوشتن متن‌های اثربخش. اثربخشی یعنی مخاطب متن پس از خواندن یا مواجه شدن با آن، به چیزی که کپی رایتر یا تبلیغ‌نویس نوشته، عمل کند یا حس یا فکری به او القا شود.

## کاربرد تبلیغ‌نویسی
محصول مورد نظر که همان متن تبلیغاتی می‌باشد، محتوایی مکتوب است که هدف آن افزایش آگاهی برند و نهایتاً متقاعد ساختن فرد یا گروهی برای انجام اقداماتی خاص است.
از تبلیغ نویسی می‌توان در تولید انواع محتوای تبلیغاتی و حتی آموزشی و انگیزشی استفاده کرد. مواردی مثل:
- سناریو برای کلیپهای تبلیغاتی
- محتوای اینستاگرامی (چه متنی و چه صحبت‌های ویدیویی)
- قسمت‌های مختلف سایت (صفحه اصلی، تماس با ما، دربارهٔ ما و صفحات محصولات
- بیلبوردها
- بروشورها
- کاتالوگ‌ها
- اشعار تبلیغاتی آهنگین
- تبلیغات درج شده در روزنامه و مجله
- مکاتبات فروش و دیگر اقسام نامه‌نگاری مستقیم
- متونی برای تبلیغات تلویزیونی و رادیویی
- شعارهای تبلیغاتی
- مقالات مفید غیر ژورنالی و دیگر اشکال ارتباطات بازاریابی نویسندگان

در صورتی که محل عرضهٔ پروژه در اینترنت باشد، متخصصین این هنر معمولاً به عنوان محتوانویسان وب سایت‌ها شناخته می‌شوند. محتوانویس، در جهت ایجاد تبلیغات بر خط، صفحات وب، خبرنامه‌های پست الکترونیک، نوشته‌های وبلاگ‌ها و رسانه‌های اجتماعی فعالیت دارد. تبلیغ‌نویسان دیجیتال که در زمینه‌هایی وسیع تر از شغل خود مطالعات دارند، تبلیغ‌نویس بین رشته‌ای خوانده می‌شوند. تفاوت آنان با دیگر متخصصین این زمینه، نگاه وسیع تر به مسیر کلی کاربران، لینک‌های خارجی قید شده در متن تبلیغاتی برای بهینه‌سازی موتورهای جستجو است و نیز بر تحقق فروش بر خط تمرکز داشته و نیز با مسائل فنی از جمله نرخ فرار کاربر از سایت سر و کار دارند.

## هدف تبلیغ نویسی
هدف از تبلیغ نویسی درگیر کردن احساسات مخاطب و تحریک او برای انجام کاریست که مدیر تبلیغات مورد هدف قرار داده‌است. تبلیغ نویس سعی می‌کند با برانگیختن احساسات مخاطب، به او برای حرکت به سمت یک لذت و فرار از یک رنج انگیزه بدهد. مهارت تبلیغ نویس در نوشتن محتوای تبلیغاتی یا سناریو برای ویدیو تبلیغاتی گاهی می‌تواند تا چندین برابر باز دهی را افزایش دهد.

## استخدام
برخی تبلیغ‌نویس‌ها در آژانس‌های تبلیغاتی، سازمان‌های فعال در زمینه روابط عمومی یا آژانس‌های تبلیغ‌نویسی استخدام می‌شوند.
آژانس‌های تبلیغاتی معمولاً تبلیغ‌نویس‌ها را به عنوان بخشی از یک تیم خلاق که در آن با کارگردانان هنری همکاری مشترک دارند، استخدام می‌کنند. تبلیغ‌نویس تا حدود زیادی بر اساس اطلاعات رسیده از مشتری، برای تبلیغات متن‌نویسی می‌کند. کارگردان هنری مسئولیت جنبه‌های تصویری تبلیغات فعالیت داشته و خصوصاً در زمینه آثار نقاشی ممکن است تولید آثار را نیز نظارت کند. هر کدام از اعضای تیم مذکور می‌توانند به یک ایده کلی رسیده (معمولاً به عنوان طرح مفهومی شناخته می‌شود) و فرایند همکاری اغلب نتایج کار را بهبود و توسعه بخشند.
آژانس‌های تبلیغ‌نویسی این فن را با فعالیت‌هایی مرتبط با مشاوره پیام رسانی و جایابی برند، رسانه‌های اجتماعی، بهینه‌سازی برای موتورهای جستجو، ویرایش توسعه ای، ویرایش متون تبلیغاتی، بررسی آثار تبلیغی و طراحی و چینش ترکیب می‌کنند. مشتریان معمولاً سازمان‌های بزرگ و معتبر هستند. تبلیغ نویسان همچنین می‌توانند به صورت دور کاری برای فروشگاه‌های زنجیره‌ای خرده فروشی، انتشارات کتاب یا دیگر بنگاه‌های بزرگ که مرتباً تبلیغات می‌کنند، کار کنند. این متخصصین همچنین برای نوشتن رپورتاژ آگهی برای روزنامه‌ها، مجلات، رسانه‌های ارتباط جمعی و موارد مشابه استخدام می‌شوند. برخی تبلیغ نویسان به عنوان پیمانکاران مستقل، نگارش دورکاری را برای بسیاری از مشتریان انجام می‌دهند. آن‌ها ممکن است در دفتر کار مشتری، دفاتر کار مشترک، قهوه‌خانه‌ها یا منزل به فعالیت بپردازند.
تبلیغ‌نویس‌ها شبیه نویسندگان فنی هستند و حرفه آنان تا حدی ممکن است همپوشانی داشته باشد. اگر بخواهیم به‌طور کلی صحبت کنیم، نویسندگی فنی برای آگاهی رسانی خوانندگان بوده تا متقاعد سازی آنان. به عنوان مثال، تبلیغ‌نویس تبلیغی را برای فروش خودرویی می‌نویسد، درحالیکه نویسنده فنی در نگارش دستورالعمل استفاده از یک دستگاه تخصص دارد.

## مهارت‌های تبلیغ نویس
- مهارت‌های نوشتاری قوی
- مهارت‌های ارتباطی
- مهارت‌های فنی
- داشتن تفکر خلاقانه
- مهارت‌های حل مسئله
- مهارت‌های بین فردی
- داشتن مهارت‌های تحقیق

## تبلیغ‌نویس‌های مشهور
جان اموری پاورز (۱۸۳۷–۱۹۱۹) اولین تبلیغ‌نویس واقعی تاریخ بوده که تمام وقت در این زمینه فعالیت داشته‌است. از دیگر تبلیغ‌نویس‌های بنام که در زمینه تبلیغات در طول عمر حرفه‌ای خود کار کرده‌اند، می‌توان به ویلیام برنباخ، لئو برنت، روبرت کولیر، کلود سی هاپکینز، دیوید آگیلوی و لستر واندرمن اشاره نمود.
بسیاری از هنرمندان خلاق از جمله: اریک امبلر، جی جی بالارد ، دیوید «لیل دیکی» برد، ویلیام اس باروز، پیتر کری، دون د لیلو، اف اسکات فیتزجرالد، تری گیلیام، الک گینس، داشیل همت، جوزف هلر، راسل هوبان، جان هاگز، شیگساتو ایتوی، لارنس کاسدان، فیلیپ کر، المور لئونارد، ولادیمیر مایاکوفسکی، اوگدن ناش، باب نیوهارت، آلن پارکر، جیمز پترسون، دورتی ال سایرز، کارت وونگات، موری واکر، فی ولدون پیش از مشهور شدن، به عنوان تبلیغ‌نویس کار می‌کردند . از سویی دیگر هرشل گوردون لویس پیش از اینکه تبلیغ‌نویس موفقی شود مشهور شد.

## انواع تبلیغ‌نویسی

### انتشار کتاب
در انتشار کتاب، متن تبلیغاتی جلد کتاب، خلاصه ای از کتاب است که در پشت جلد هم آمده‌است، متن تبلیغاتی پشت کتاب متنی مشابه است که معمولاً کوتاه‌تر است و متن تبلیغاتی کاتالوگ نوشته‌ای خلاصه است که برای کاتالوگ مشتریان تهیه می‌شود.

### اینترنت
اینترنت فرصت‌های موجود در زمینه تبلیغ‌نویسی از صفحات فرود، دیگر محتواهای وب تا تبلیغات بر خط، پست‌های الکترونیک، وبلاگها، رسانه‌های اجتماعی و دیگر اشکال ارتباطات الکترونیکی، را گسترش داده‌است.
این شبکه جهانی فرصت‌هایی را برای این متخصصین فراهم نموده‌است تا تحقیقات کنند، آثار دیگران را ببینند و از خروجی فعالیت خود بیشتر آگاه شوند. مشتریان، تبلیغ‌نویس‌ها و کارگردانان هنری می‌توانند یکدیگر را بیابند، پروژه‌های دورکاری اخذ کنند و گزینه‌های شغلی حیاتی را انتخاب کنند.

### بهینه‌سازی موتورهای جستجو
متن تبلیغاتی وب را می‌توان عامل ارتقای رتبه سایت‌ها در موتورهای جستجو دانست. این امر مترادف با بهینه‌سازی ارگانیک برای موتورهای جستجو بوده که در برگیرنده قرارگیری استراتژیک و تکرار کلمات و عبارت‌های کلیدی روی صفحات وب است به‌گونه‌ای که بازدیدکنندگان این امر را معمول تلقی نمایند.